# Jervant Vosgan
Jervant Vosgan (Armeens: Երվանդ Հակոբի Ոսկան, Ervand Hakobi Oskan) (Constantinopel, 1855 - aldaar, 10 juni 1914), ook bekend onder zijn Turkse naam Osgan Efendi, was een Ottomaans schilder, beeldhouwer, leraar en administrator van Armeense afkomst. Hij wordt beschouwd als de eerste beeldhouwer van Turkije.

## Geboorte en opleiding
Jervant Vosgan werd geboren in 1855 te Constantinopel, als zoon van de schrijver Hagop Vosgan (1825-1907). Nadat hij basisonderwijs genoten had bij zijn vader, liep hij school aan de Armeens-katholieke school van Beşiktaş. In 1866 ging hij naar Venetië om er aan de Moerad-Rafajeljan-school te studeren, een prestigieus college voor de Armeense diaspora.

## Werk
Vosgan begon beeldhouwkunst te doceren in de academie op 1 maart 1883. Op dat moment was hij de enige professor in de beeldhouwkunst in het Ottomaanse Rijk. Verder voerde hij samen met Osman Hamdi Bey het eerste wetenschappelijke archeologisch onderzoek in het Ottomaanse Rijk uit. Zijn archeologische ontdekkingen bevatten onder meer het Commageense grafcomplex van Nemrut Dağı in Zuidoost-Anatolië en de Alexandersarcofaag van Sidon. Vosgan was de hoofdrestaurator van de sarcofaag. Uiteindelijk nam hij afscheid van de academie in 1908, om slechts zes jaar later te overlijden.
- Bibliothèque nationale de France: cb127365483 (data)
- Gemeinsame Normdatei: 142374229
- International Standard Name Identifier: 0000 0000 8659 3628
- Library of Congress Control Number: n89615715
- Nationale Bibliotheek van Israël: 987007459187505171
- Nederlandse Thesaurus van Auteursnamen: 273464507
- Réseau des bibliothèques de Suisse occidentale: 02-A003209626
- Système universitaire de documentation: 144741245
- Union List of Artist Names: 500491379
- Virtual International Authority File: 3773152381773401950007